# Theehuis

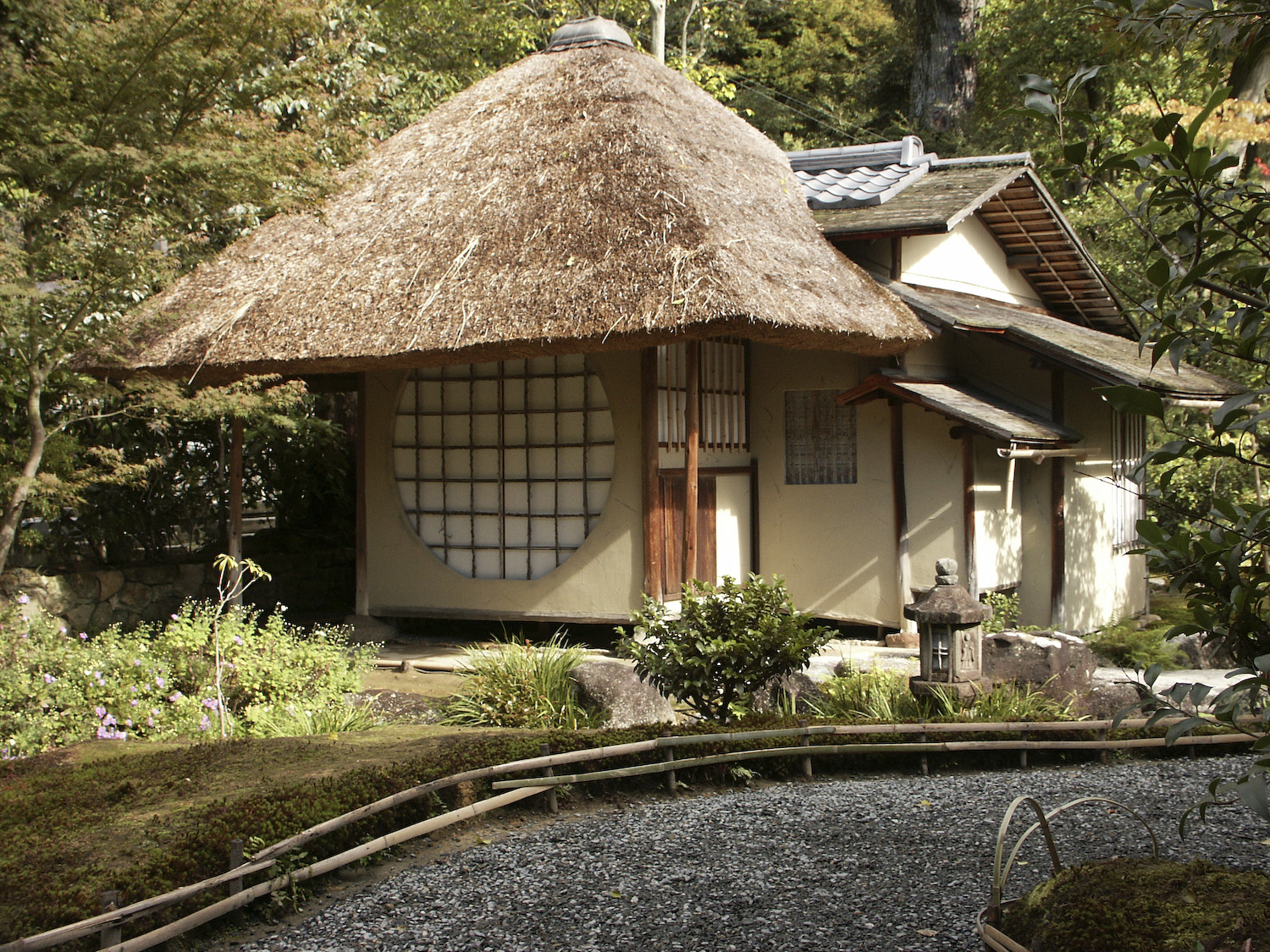
Japans theehuis (茶室) in Kyoto

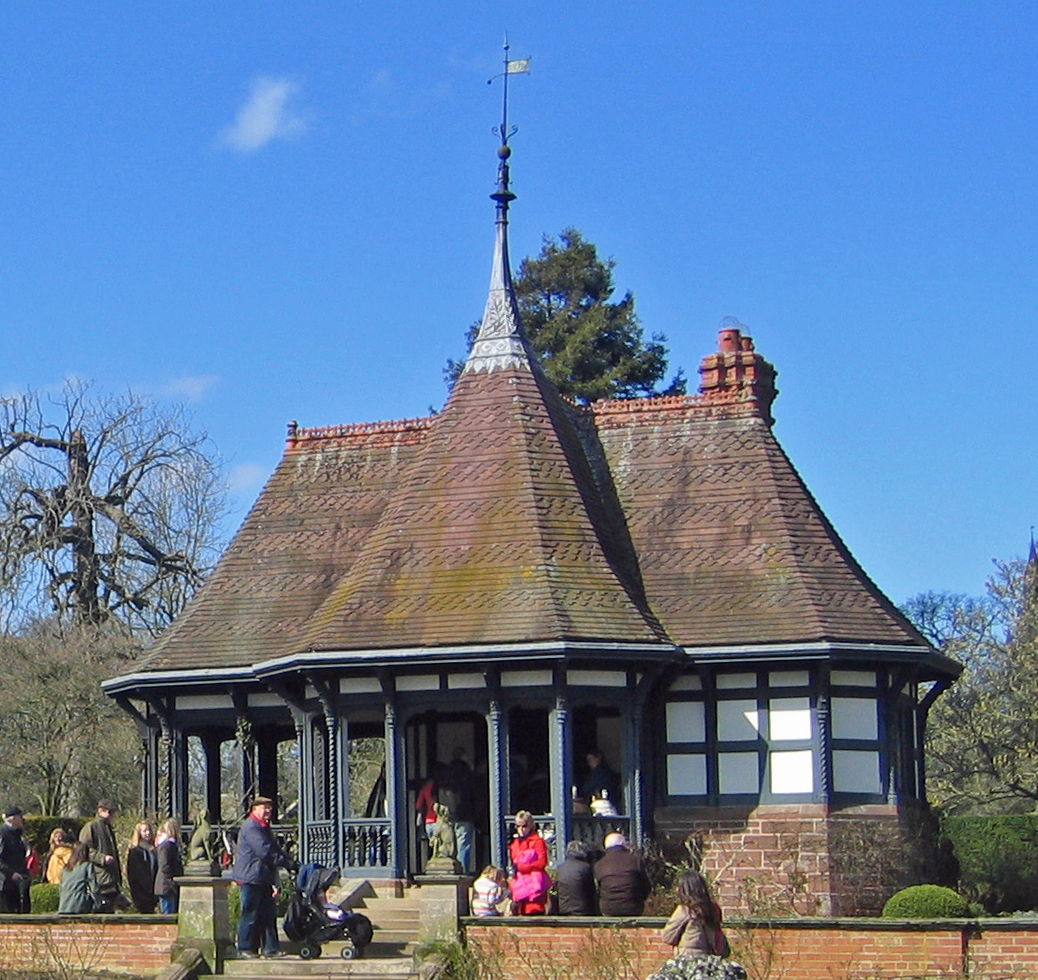
Het Dutch Tea House (1872) op het landgoed van Eaton Hall, familiezetel van de hertog van Westminster in Cheshire

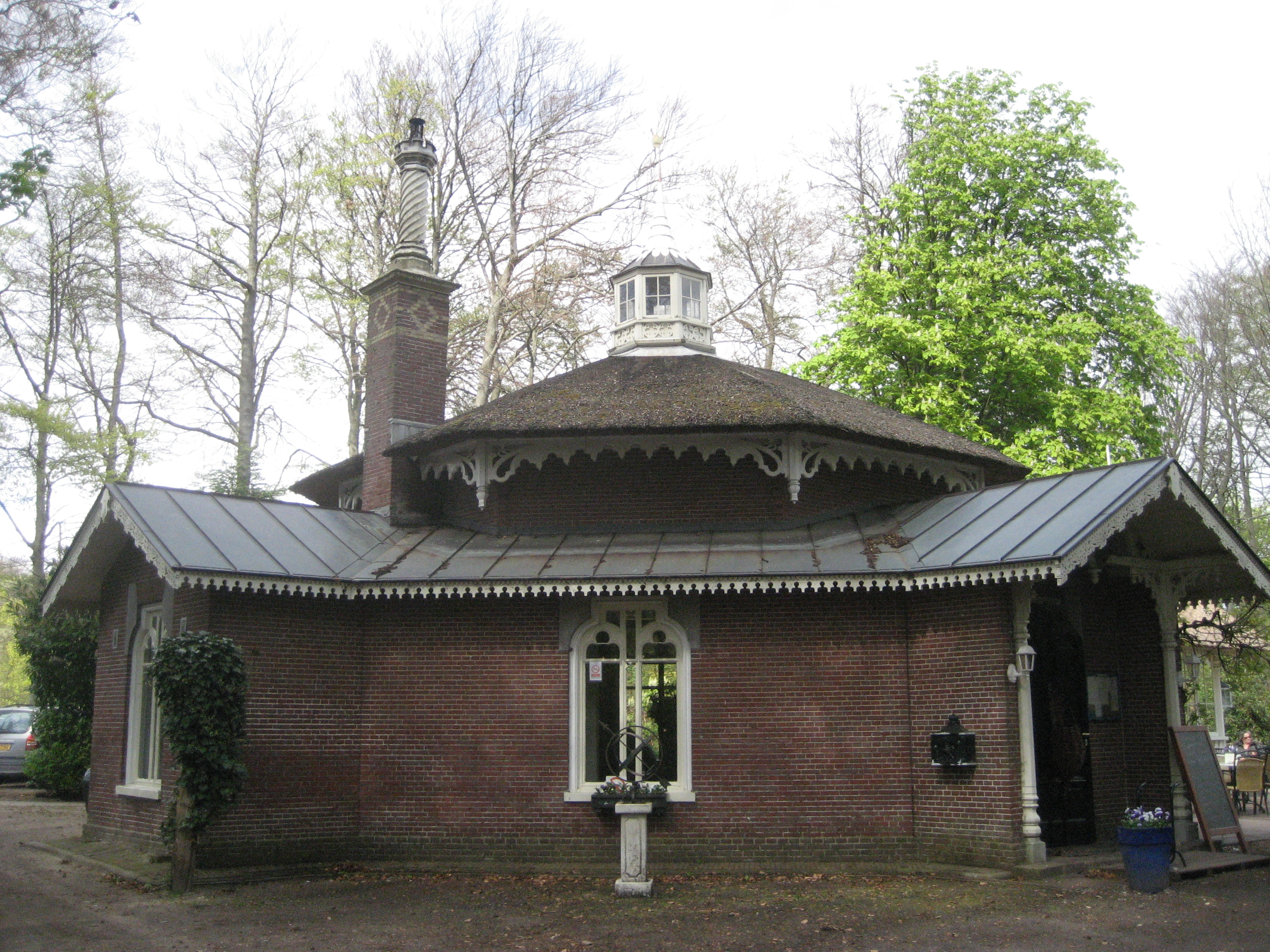
Theehuis op Landgoed De Horsten (Wassenaar)

Een theehuis is een (horeca)gelegenheid waar thee geschonken wordt.
Een theehuis is iets anders dan een theekoepel. 

## Japan
In Japan is een theehuis een huisje waarin Japanse theeceremonies worden gehouden. Hierbij drinkt de gastheer thee met zijn gasten. Een Japans theehuis staat meestal in het midden van een grote of kleine theetuin.  

## China
In China is het de benaming voor een soort café, waarin thee een centrale rol speelt. 

## Nederland
In Nederland is een theehuis een horecagelegenheid waar thee en andere niet-alcoholische verfrissingen worden geschonken. Theehuizen zijn soms gelegen in een theetuin of in bossen waar recreanten langs komen. 
Het Vondelpark in Amsterdam heeft een theehuis dat in 1937 door architect H.A.J. Baanders werd gebouwd ter vervanging van een eerder theehuis, dat in 1935 was afgebrand. Het wordt 't Blauwe Theehuis genoemd.
Landgoed Clingendael heeft een Japans theehuis in de Japanse tuin. Het wordt niet meer als zodanig gebruikt.